# Frances von Koch
Karin Frances Elisabeth von Koch, född 25 januari 1915 i Engelbrekts församling i Stockholm, död 26 oktober 2007 i Göteborg, var en svensk skådespelare.
von Koch debuterade 1940 i Schamyl Baumans Swing it, magistern! där hon hade en mindre roll som skolkökselev. 1943 medverkade hon i Vi mötte stormen (roll som kvinna i telefon) och 1944 i Flickan och Djävulen (roll som åhörare till gårdfarihandlaren). Hon är begravd på Augerums kyrkogård.

## Filmografi
- 1940 – Swing it, magistern!
- 1943 – Vi mötte stormen
- 1944 – Flickan och Djävulen